# مالكوتش بك
مالكوتش بك (توفي عام 1565) كان ضابطًا عسكريًا بوسنيًا عثمانيًا ، وأول حاكم لمقاطعة كرواتيا .  شارك في حصار كليس ، وعُين فيما بعد سنجق باي من سنجق كليس . 

## عائلة
مالكوتش بك هو ابن كارا عثمان بك، قائد الوحدات العسكرية لسلاح الفرسان العثماني  وسنجق بيه من سنجق الهرسك الذي يقع مقره في كوبتشيتش بالقرب من بوغوينو . 
تبنى بعض المؤلفين وجهة نظر ساففيت باي باشاجيتش بأن مالكوتش بك كارا عثمان، أصله من قرية قريبة من بروزور ، وهو ما اعترض عليه بعض المؤلفين الآخرين.  وفقًا لبعض الوثائق غير المكتملة، تلقى بعض أحفاد مالكوتش-بيج زعامت في دوجي، ومن هنا الاسم الأخير، أو دولالي وهو ما يشير إلى أحفادهم. 
كان لمالكوتش بك سبعة أبناء أسمهم: (ظافر، وعثمان، وعمر، وإبراهيم، وعليجا، وحسين، وحسن) وابنة واحدة :(هاني). 
في سنة 1563 من دفتر باكراك ذكر أن قبطان المنطقة المحيطة بنهر سافا كان حسين، ابن مالكو بك.  بالنسبة الى أوليا جلبي ، قام إبراهيم ببناء مسجد في دونجي فاكوف .  حارب مالكوتش بك مع أبنائه ظافر وحسين ضد الجيوش المسيحية في المنطقة الواقعة بين نهري أونا ونهر كوبا .  بسبب فتوحاته الناجحة تمت ترقيته إلى منصب سنجق بكي.  في عام 1562 كتب بنفسه وثيقة في دوبروفنيك، بصفته سنجق بي من سنجق الهرسك . 

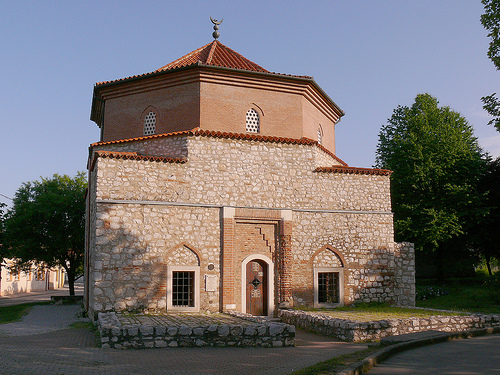
المسجد الذي بناه مالكوتش بك في سيكلوس، المجر